# Droga krajowa B16 (Austria)
Droga krajowa B16 (Ödenburger Straße)  - droga krajowa w Austrii. Zaczynająca się na południowych obrzeżach Wiednia arteria łączy stolicę kraju z Ebreichsdorfem i Eisenstadt. Od dalekich przedmieść Wiednia trasa prowadzi równolegle do autostrady A3. Z miasta Eisenstadt B16 dociera do dawnego przejścia granicznego z Węgrami, gdzie spotyka się z węgierską drogą nr 84. Krótki odcinek w Wiedniu droga pokonuje wspólnie z ekspresową S1.